# García

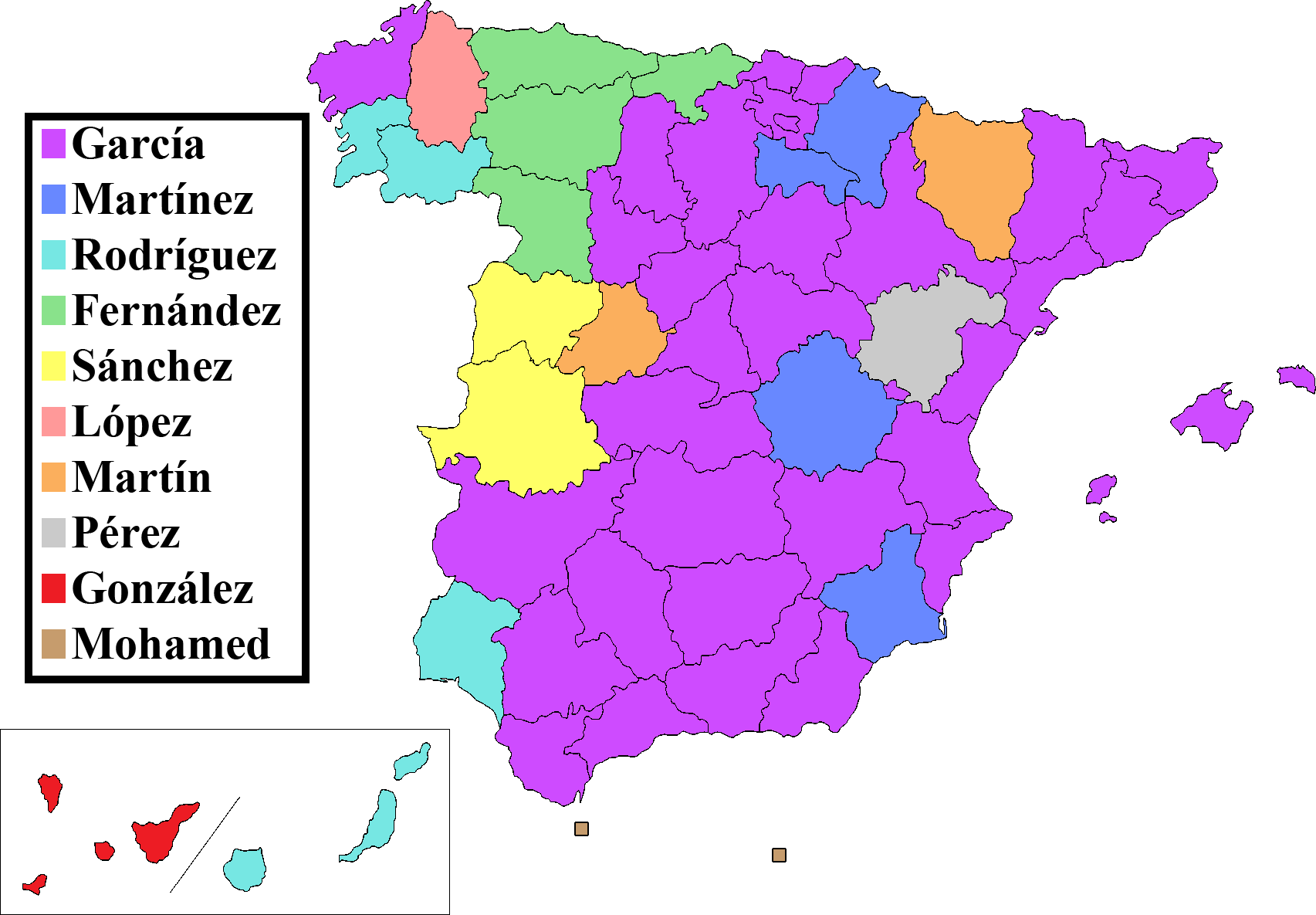
Die meistverbreiteten Familiennamen in Spanien

García ist ein spanischer Personenname. Er ist der häufigste Nachname in Spanien und tritt in der gesamten spanischsprachigen Welt sehr häufig auf. Der historisch bis ins 16. Jahrhundert geläufige mittelalterliche Vorname ist dagegen heute nicht mehr gebräuchlich.
Garcia ohne Akut ist die portugiesische Schreibweise des Namens und auch in historischer, fremdsprachiger oder vereinfachter Rechtschreibung verbreitet.

## Hintergrund und Geschichte
Fast drei Millionen Spanier tragen den Namen García in ihrem zusammengesetzten Nachnamen, knapp die Hälfte davon an erster Stelle. In den USA steht der Name mit ca. 1,2 Millionen Trägern, von denen sich etwa 92 % als Hispanics identifizieren, an erster Stelle der populärsten hispanischen Nachnamen und an sechster Stelle der häufigsten Familiennamen von US-Residenten. In Mexiko belegt García mit mehr als 2,5 Millionen Vatersnamen hingegen nur den zweiten Platz in der Liste der häufigsten Nachnamen, die von Hernández (mit mehr als 3,5 Millionen Vaters- und 2,6 Millionen Muttersnamen) angeführt wird. Weltweit steht García mit über zehn Millionen Namensträgern an fünfter Position der häufigsten Familiennamen der Welt (vor González und Hernández an 6. und 7. Position) und nimmt unter den westlichen Namen den ersten Rang ein (die Plätze 1 bis 4 entfallen auf chinesische und vietnamesische Namen), deutlich vor Smith (4 Millionen, Platz 8), Smirnow (2,5 Millionen, Platz 9) und Müller (1 Million, Platz 10).
Die Herleitung ist nach wie vor nicht geklärt. Der Name stammt aus dem Königreich Navarra, weshalb vielfach von einem baskischen Ursprung ausgegangen wurde. Die von Ramón Menéndez Pidal und Antonio Tovar vertretene Herleitung aus dem baskischen Wort hartz („Bär“) gilt heute allerdings als unhaltbar. Auch die oft damit verbundene Annahme eines vorrömischen, etwa keltischen oder iberischen Namensursprungs wird heute nur noch spekulativ vertreten. Die ebenfalls seit langem diskutierte Verwandtschaft mit dem baskischen Wort gazte („junger Mann“) bzw. gaztea („jung“) wirft zwar phonetische Schwierigkeiten auf, bleibt aber nach herrschender Meinung eine gangbare Arbeitshypothese. In diesem Fall läge dem Namen allerdings keine autochthone baskische Wurzel zugrunde, sondern es würde sich um eine bedeutungsverändernde Übernahme des altfranzösischen Wortes garse („Göre“), dessen männliches Pendant gars im heutigen französischen Wort garçon (und im spanischen Namen Garzón) weiterlebt, über das Altgaskognische in das Baskische handeln. Der Name kam nach heutigen Erkenntnissen wohl im 8. bis 9. Jahrhundert im fränkischen Herzogtum Gascogne auf, von wo er nach Navarra gelangte und sich in Aragón, La Rioja und in der Gegend der heutigen Provinz Burgos, der damaligen Grafschaft Kastilien, ausbreitete.
Verbreitete mittelalterliche Schreibweisen und Varianten des Namens sind Garcia, Garsia, Garsea, Garçea, Garsi, Garsimirus, Garseand, als weibliche Namensform auch Garsinde, in baskischen Schreibungen Gartze, Gartzia, Gartzi (Garci) oder Gastea, woraus auch der baskische Name Gasteiz der Stadt Vitoria abgeleitet sein dürfte. Die patronymische Verwendung des Namens (in der Bedeutung: „Sohn des Garcia“ oder „Sohn des Garci“) geht auf die große Popularität des männlichen Vornamens in den führenden Schichten praktisch aller christlichen Reiche auf der Pyrenäenhalbinsel zurück. Diese fiel genau in die Zeit, als sich im Adel und Kleinadel der Brauch durchsetzte, Patronyme als Nachnamen zu verwenden, die sich etwa seit dem 13./14. Jahrhundert zu fixen Familiennamen verfestigten. Als Patronym wurden Genitivbildungen wie Garsias, Garsies oder (lateinisch) Garsie benutzt. Während sich in Navarra das Patronym Garzeiz, modern Garcés, durchsetzte, blieb der Name in den übrigen Gebieten der Halbinsel in patronymischer Verwendung letztlich unverändert, ein auch von anderen geläufigen spanischen Namen wie Alonso oder Aznar bekanntes Phänomen. Einen zusätzlichen Schub, der eine Erklärung für das Übergewicht gegenüber anderen, im Mittelalter ebenso geläufigen Patronymen wäre, erlebte der Name möglicherweise, als im 15. und 16. Jahrhundert zahlreiche Morisken und Conversos möglichst unauffällige Nachnamen annahmen, um gesellschaftlich nicht aufzufallen und sich durch Namenstraditionen nicht von Altchristen zu unterscheiden. Inwieweit dies ein Faktor für die starke Verbreitung des Nachnamens García war oder ob diese nur auf Zufällen beruht, ist umstritten.
Die in Spanien seltene, hauptsächlich in Madrid, Barcelona und Ourense anzutreffende Namensform Garza mit der koinzidentellen Bedeutung „Reiher“ liefert das heraldische Symbol für den Wappennamen García insgesamt (einen Reihervogel) und ist in Mexiko, besonders in der Region Monterrey, stark verbreitet.

## Namensträger

### Vorname und Herrschername
- García (Galicien) (1042–1090), König von Galicien
- García I. (León) (um 871–914), König von León
- García I. (Navarra) (um 919–970), König von Navarra
- Garcia I. (Kongo) (Mvemba á Nkanga Ntinu; † nach 1626), Herrscher des Kongoreichs
- Garcia II. (Gascogne) (der Krumme; † um 930), Herzog der Gascogne
- García II. (Navarra) (der Zitterer; um 964–1000), Graf von Aragon und König von Navarra
- Garcia II. (Kongo) (Nkanga á Lukeni; † 1661), Herrscher des Kongoreichs von 1642 bis 1661
- García III. (Navarra) († 1054), König von Navarra
- García IV. (Navarra) (um 1112–1150), König von Navarra
- García Álvarez († vor 1257), spanischer Kreuzritter, Baron in Outremer
- García Álvarez de Toledo, 1. Herzog von Alba († 1488)
- García Fernández (Graf) († 995), Graf von Kastilien
- García Galíndez († nach 836), Graf von Aragonien
- García Guerra (1545–1612), spanischer Dominikaner, Erzbischof von Mexiko und Vizekönig von Neuspanien
- García Hurtado de Mendoza (1535–1609), spanischer Hochadeliger und Gouverneur von Chile
- García Íñiguez († 882), König von Navarra
- García Jiménez (9. Jahrhundert), legendärer Stammvater des Hauses Jiménez
- García Jofre de Loaísa (1490–1526), spanischer Seefahrer
- García Loaysa (1478–1546), spanischer Dominikaner, Erzbischof und Ordensgeneral
- Garcia de Loaysa Giron (1534–1599), Erzbischof von Toledo
- García López de Cárdenas (16. Jahrhundert), spanischer Konquistador
- Garcia de Noronha (1480–1540), Vizekönig von Portugiesisch-Indien
- García Ordóñez († 1108), kastilischer Adeliger
- Garcia da Orta (1500–1568), sephardischer Arzt und Botaniker
- García Ramírez († vor 1013), König von Viguera
- Garcia de Resende (1470–1536), portugiesischer Chronist und Dichter
- García Sánchez (1009–1029), Graf von Kastilien
- García Sarmiento de Sotomayor (1595–1659), Vizekönig von Neuspanien und Peru
- Alonso García de Ramón (1552–1610), spanischer Offizier und Gouverneur von Chile
- Bartolomé García de Nodal (1574–1622), spanischer Konquistador
- Diego García de Cáceres (um 1516–1586), spanischer Konquistador
- Diego García de Paredes (1506–1563), spanischer Konquistador

### Familiennamensträger

#### A
- Abálcazar García († nach 1942), uruguayischer Politiker
- Adam Garcia (* 1973), australischer Schauspieler und Sänger
- Adelaida García Morales (1945–2014), spanische Schriftstellerin
- Adelina García (1923–1999), amerikanisch-mexikanische Sängerin
- Adrián García (* 1978), chilenischer Tennisspieler
- Adolfo García Quesada (* 1979), spanischer Radrennfahrer
- Agus García (* 1985), spanischer Fußballspieler
- Agustín García Calvo (1926–2012), spanischer Grammatiker, Übersetzer und Philosoph
- Agustín García Juro (* 1980), argentinischer Skirennfahrer
- Agustín García-Gasco Vicente (1931–2011), spanischer Geistlicher, Erzbischof von Valencia
- Agustín Parrado y García (1872–1946), spanischer Geistlicher, Erzbischof von Granada und Kardinal
- Agustina García (* 1981), argentinische Hockeyspielerin
- Aimee Garcia (* 1978), US-amerikanische Schauspielerin
- Aíto García Reneses (* 1946), spanischer Basketballtrainer
- Akeem García (* 1996), Fußballspieler aus Trinidad und Tobago
- Al Ernest Garcia (1887–1938), US-amerikanischer Schauspieler
- Alan García (1949–2019), peruanischer Rechtsanwalt und Politiker, Staatspräsident 1985 bis 1990 und 2006 bis 2011
- Alberto García (Leichtathlet) (* 1971), spanischer Langstreckenläufer
- Alberto García (Fußballspieler, 1985) (* 1985), spanischer Fußballspieler
- Alberto García Aspe (* 1967), mexikanischer Fußballspieler
- Alberto García Martínez (* 1965), mexikanischer Fußballspieler
- Alberto Aguirrezabalaga García (* 1988), spanischer Handballspieler, siehe Alberto Aguirrezabalaga
- Aldemo Serafim Garcia Júnior (* 1959), brasilianischer Diplomat
- Aleix García (* 1997), spanische Fußballspieler
- Aleix García (Ruderer) (* 2000), spanischer Ruderer
- Aleixo Garcia († 1525), portugiesischer Entdecker
- Alejandra García (* 1973), argentinische Stabhochspringerin
- Alejandro García (Fußballspieler) (* 1961), mexikanischer Fußballspieler
- Alejandro García (Speerwerfer) (* 1976), spanischer Speerwerfer
- Alejandro García (Boxer) (* 1979), mexikanischer Boxer
- Alejandro García Caturla (1906–1940), kubanischer Komponist
- Alejandro García Padilla (* 1971), puerto-ricanischer Politiker
- Alejandro García Ríos (* 1987), kolumbianischer Politiker
- Alejandro García (Footballspieler), (* 2002), spanischer American-Football-Spieler
- Alejandro Díaz García (* 1974), kolumbianischer Geistlicher, Weihbischof in Bogotá
- Alejandro Mozas García (* 1985), spanischer Handballtrainer
- Alejo García Pintos (* 1967), argentinischer Schauspieler
- Alex Garcia (Boxer) (* 1961), US-amerikanischer Boxer
- Alex Garcia (Musikproduzent) (* 1966/1967), mexikanischer Musikproduzent
- Álex García (Fußballspieler, 1970) (Alejandro García Casañas; * 1970), spanischer Fußballspieler und -trainer
- Alex García (Rennfahrer, 1977) (Alejandro Garcia; * 1970), venezolanischer Automobilrennfahrer
- Alex Garcia (Filmproduzent) (Alejandro J. Garcia; * 1979), US-amerikanischer Filmproduzent
- Alex Garcia (Fußballspieler, 1979) (Alex Rogério Garcia de Oliveira; * 1979), brasilianischer Fußballspieler
- Álex García (Schauspieler) (Alejandro García Fernández; * 1981), spanischer Schauspieler
- Álex García (Fußballspieler, 1984) (Alejandro García Peña; * 1984), spanischer Fußballspieler
- Alex Garcia (Kampfsportler) (* 1987), dominikanisch-kanadischer Mixed-Martial-Arts-Kämpfer
- Álex García (Judoka) (* 1993), kubanischer Judoka
- Alex García (Rennfahrer, 2003) (Alejandro García González * 2003), mexikanischer Automobilrennfahrer
- Alex Garcia Lopez, argentinischer Filmregisseur, Drehbuchautor und Produzent
- Alex Ribeiro Garcia (* 1980), brasilianischer Basketballspieler
- Alexander García Düttmann (* 1961), deutscher Philosoph
- Alexandra Gerhard-García (* 1974), deutsch-venezolanische Schlagzeugerin und Ärztin
- Alexis García (* 1960), kolumbianischer Fußballspieler und -trainer
- Alfonso García (Fußballspieler) (* 1969), spanischer Fußballspieler
- Alfonso García (Eishockeyspieler) (* 1998), spanischer Eishockeyspieler
- Alfonso García González (1909–1961), mexikanischer Diplomat
- Alfonso García López (* 1971), kolumbianischer Geistlicher, Apostolischer Vikar von Guapi
- Alfonso García Robles (1911–1991), mexikanischer Diplomat und Politiker
- Alfonso Pruneda García (1879–1957), mexikanischer Chirurg
- Alfred García (* 1997), spanischer Sänger
- Álvaro García (Politiker) (* 1961), uruguayischer Politiker
- Álvaro García (Fußballspieler, 1984) (Álvaro Marcelo García Zaroba; * 1984), uruguayischer Fußballspieler
- Álvaro García (Fußballspieler, 1992) (* 1992), spanischer Fußballspieler
- Álvaro García (Rugbyspieler) (* 2003), spanischer Rugby-Union-Spieler
- Álvaro García (Wasserballspieler), spanischer Wasserballspieler
- Álvaro García Linera (Álvaro Marcelo García Linera; * 1962), bolivianischer Politiker
- Álvaro López García (1941–2019), spanischer Astronom
- Álvaro Quirós García (* 1983), spanischer Golfer
- Américo García, uruguayischer Politiker
- Ana García-Siñeriz (* 1965), spanische Journalistin und Fernsehmoderatorin
- Ana Pastor García (* 1977), spanische Journalistin
- Ana García (Filmeditorin), Filmeditorin
- Ana Victoria García Pérez, eigentlicher Name von Vickiana (* 1954), dominikanische Sängerin und Entertainerin
- Anastasio Somoza García (1896–1956), nicaraguanischer Politiker, Präsident 1937 bis 1947 und 1950 bis 1956
- Andrea Lázaro García (* 1994), spanische Tennisspielerin
- Andrés García (Schauspieler) (1941–2023), dominikanischer Schauspieler
- Andrés Luis García Jasso (* 1973), mexikanischer Geistlicher, Weihbischof in Mexiko-Stadt
- Andrés María Rubio García (1924–2006), uruguayischer Geistlicher, Bischof von Mercedes
- Andrés García (Fußballspieler) (* 2003), spanischer Fußballspieler
- Andrés García (Sportschütze) (* 2004), spanischer Sportschütze
- Andy García (* 1956), US-amerikanischer Schauspieler
- Ángel García, Geburtsname von Cabeza de Perro (1800–??), spanischer Pirat
- Ángel García (Leichtathlet, 1919) (1919–1996), kubanischer Sprinter
- Ángel García (Basketballspieler) (* 1941), puerto-ricanischer Basketballspieler
- Ángel García (Leichtathlet, 1967) (* 1967), kubanischer Stabhochspringer
- Ángel García (Ruderer) (* 1986), uruguayischer Ruderer
- Ángel García (Fußballspieler) (* 1993), spanischer Fußballspieler
- Ángel Martín García (* 1978), andorranischer Fußballspieler
- Anier García (* 1976), kubanischer Leichtathlet
- Anselmo García MacNulty (* 2003), irisch-spanischer Fußballspieler
- Antón García Abril (1933–2021), spanischer Komponist und Musikpädagoge
- Antonio García (Sportschütze) (Antonio García Abaunza; 1909–1993), mexikanischer Sportschütze
- Antonio García (Boxer, 1948) (Antonio García García; 1948–2015), spanischer Boxer
- Antonio García (Fußballspieler), argentinischer Fußballspieler
- Antonio García (Motorradrennfahrer, Kuba), kubanischer Motorradrennfahrer
- Antonio García (Motorradrennfahrer, Spanien), spanischer Motorradrennfahrer
- Antonio García (Fechter) (* 1964), spanischer Fechter
- Antonio García (Boxer, II) (Juan Antonio García), mexikanischer Boxer
- Antonio García (Rennfahrer) (* 1980), spanischer Automobilrennfahrer
- Antonio García (Handballspieler) (Antonio García Robledo; * 1984), spanischer Handballspieler
- Antonio Garcia (Footballspieler) (* 1993), US-amerikanischer American-Football-Spieler
- Antonio García (Radsportler), spanischer Radsportler
- Antonio García Aranda (* 1989), spanischer Fußballspieler, siehe Toño (Fußballspieler, 1989)
- Antonio García-Bellido (Antonio García-Bellido y García de Diego; * 1936), spanischer Entwicklungsbiologe
- Antonio García y Bellido (1902–1972), spanischer Klassischer Archäologe
- Antonio García García, spanischer Fußballspieler
- Antonio García y García (1880–1953), spanischer Geistlicher, Erzbischof von Valladolid
- Antonio García Gutiérrez (1813–1884), spanischer Dichter
- Antonio García Quejido (1856–1927), spanischer Politiker und Gewerkschafter
- Antonio García Solalinde (1892–1937), spanischer Romanist, Hispanist und Mediävist
- Antonio Chacón García (1869–1929), spanischer Sänger, siehe Antonio Chacón
- Antonio Ignacio Velasco García (1929–2003), venezolanischer Geistlicher, Erzbischof von Caracas
- António Jesús García González, bekannt als Toñito (* 1977), spanischer Fußballspieler
- António Joaquim Garcia, portugiesischer Gouverneur von Timor
- Antonio Medina García (1919–2003), spanischer Schachspieler
- Antonio Rama García (* 1982), spanischer Handballtrainer
- Anthony Garcia (* um 1945), jamaikanischer Badmintonspieler
- Artur García (* 1985), venezolanischer Radrennfahrer
- Arturo García Bustos (1926–2017), mexikanischer Künstler
- Arturo García Muñoz (Arzù; * 1981), spanischer Fußballspieler
- Arturo Javier García Pérez (* 1967), spanischer römisch-katholischer Geistlicher, Weihbischof in Valencia
- Aurelio García y García (1834–1888), Konteradmiral der peruanischen Marine
- Aurelio García Macías (* 1965), spanischer Geistlicher, Kurienbischof der römisch-katholischen Kirche
- Aurelio García Oliver (* 1947), spanischer Skirennläufer

#### B
- Bárbara Garcia Duarte (* 1990), brasilianische Volleyballspielerin
- Beatriz García (* 1970), spanische Fußballspielerin
- Beatriz García Vidagany (* 1988), spanische Tennisspielerin
- Belén García (* 1993), spanische Rennfahrerin
- Benito García de la Parra (1884–1953), spanischer Komponist und Musikpädagoge
- Benjamin Garcia (* 1980), deutsch-mexikanischer Jazz- und Popmusiker
- Bernard Garcia (* 1971), französischer Motorradrennfahrer
- Bernardino García (* 1952), mexikanischer Fußballspieler
- Borja García (* 1982), spanischer Automobilrennfahrer
- Borja Navarro García (* 1990), spanischer Fußballspieler
- Braulio Sáez García (* 1942), spanischer Ordensgeistlicher, Weihbischof in Santa Cruz de la Sierra
- Brian García (* 1997), mexikanischer Fußballspieler
- Bryan Silva Garcia (* 1992), brasilianischer Fußballspieler

#### C
- Calixto García (1839–1898), kubanischer General
- Camille Rose Garcia (* 1970), US-amerikanische Künstlerin
- Camilo García, uruguayischer Politiker
- Carla García (Leichtathletin) (* 2001), spanische Hürdenläuferin
- Carlos García (Fußballspieler, 1902) (1902–1988), chilenischer Fußballspieler
- Carlos García (Musiker) (1914–2006), argentinischer Tangomusiker
- Carlos García (Radsportler), uruguayischer Radsportler
- Carlos García (Boxer) (* 1963), kubanischer Boxer
- Carlos García (Leichtathlet) (* 1975), spanischer Langstreckenläufer
- Carlos García Agraz (* 1954), mexikanischer Regisseur
- Carlos García Badías (* 1984), spanischer Fußballspieler
- Carlos García Chavira, mexikanischer Fußballspieler
- Carlos Garcia Knight (* 1997), neuseeländischer Snowboarder
- Carlos García López (1959–2014), argentinischer Musiker
- Carlos Garcia Palermo (* 1953), argentinisch-italienischer Schachspieler
- Carlos García Quesada (* 1978), spanischer Radrennfahrer
- Carlos García Vélez (1867–1963), kubanischer Diplomat
- Carlos Alberto Alves Garcia (* 1982), portugiesischer Fußballspieler, siehe Carlitos (Fußballspieler, 1982)
- Carlos Enrique García Camader (* 1954), peruanischer Geistlicher, Bischof von Lurín
- Carlos Lema Garcia (* 1956), brasilianischer Geistlicher, Weihbischof in São Paulo
- Carlos Manuel García Vila (1893–1919), dominikanischer Geiger und Musikpädagoge
- Carlos Manuel de Céspedes y García Menocal (1936–2014), kubanischer Geistlicher, Theologe und Schriftsteller
- Carlos P. Garcia (1896–1971), philippinischer Politiker, Präsident 1957 bis 1961
- Carlos Suárez García-Osorio (* 1986), spanischer Basketballspieler, siehe Carlos Suárez (Basketballspieler)
- Caroline Garcia (* 1993), französische Tennisspielerin
- Carolyn Garcia (* 1946), US-amerikanische Schriftstellerin
- Cecilia García (Sängerin) (* 1951), dominikanische Sängerin, Schauspielerin und Fernsehproduzentin
- Cecilia García (Schauspielerin) (1956–1989), US-amerikanische Schauspielerin
- Cecilia García de Guilarte (1915–1989), spanische Schriftstellerin, siehe Cecilia G. de Guilarte
- Ceferino Garcia (1906–1981), philippinischer Boxer
- César García (Illustrator) (1920–1964), französischer Illustrator und Autor spanischer Herkunft
- César García (Sicherheitsberater), philippinischer Sicherheitsberater
- César García (Theologe), Generalsekretär der Mennonitischen Weltkonferenz
- César García (Fußballspieler, 1993) (César Manuel García Peralta, * 1993), dominikanischer Fußballspieler
- César García (Fußballspieler, 1999) (César García Menéndez, * 1999), spanischer Fußballspieler
- César García Calvo (* 1974), spanischer Radrennfahrer
- Charly García (* 1951), argentinischer Popmusiker
- Cheo García (1926–1994), venezolanischer Sänger
- Chianca de Garcia (1898–1983), portugiesischer Filmregisseur
- Christian García (* 1986), spanischer Beachvolleyballspieler
- Chuy García (Jesús G. García; * 1956), mexikanisch-US-amerikanischer Politiker
- Cipriano García Fernández (1931–2025), spanischer Ordensgeistlicher, Prälat von Cafayate
- Clara Aguilera García (* 1964), spanische Politikerin
- Cláudio Garcia de Souza (* 1927), brasilianischer Diplomat
- Consuelo Álvarez García (1965–1991), spanische Radrennfahrerin, siehe Consuelo Álvarez
- Cristina Garcia (* 1958), US-amerikanische Politikerin
- Cristina García Banegas, uruguayische Organistin, Dirigentin und Hochschullehrerin
- Cristina García Rodero (* 1949), spanische Fotografin
- Cristóbal Ascencio García (* 1955), mexikanischer Geistlicher, Bischof von Apatzingán
- Cristóbal Ferrado García (um 1620–1673), spanischer Mönch und Maler
- Cynthia García Coll, puerto-ricanische Entwicklungspsychologin und Chefredakteurin

#### D
- Dámaso García (1957–2020), dominikanischer Baseballspieler
- Damián García (Kameramann) (Damián García Vázquez, * 1979), mexikanischer Kameramann
- Damián García (Fußballspieler) (Sergio Damián García Graña, * 2003), uruguayischer Fußballspieler
- Danay García (* 1984), kubanische Schauspielerin
- Daniel García (Badminton), spanischer Badmintonspieler
- Daniel Elias Garcia (* 1960), US-amerikanischer Geistlicher, Bischof von Austin
- Daniel García Andújar (* 1966), spanischer Künstler
- Daniel García Arteaga, Ringname Huracán Ramírez (1926–2006), mexikanischer Wrestler
- Daniel García Carrillo (* 1990), spanischer Fußballspieler
- Daniel García Córdova (* 1971), mexikanischer Geher
- Daniel García Diego (* 1983), spanischer Jazzmusiker
- Daniel García González (* 1984), andorranischer Judoka
- Daniel García Lara (Dani; * 1974), spanischer Fußballspieler
- Daniela García (* 2001), spanische Leichtathletin
- Danielys García (* 1986), venezolanische Radsportlerin
- Danna García (* 1978), kolumbianische Schauspielerin, Musikerin und Sängerin
- Danny García (* 1988), US-amerikanischer Boxer
- Danny Garcia (Fußballspieler) (* 1993), US-amerikanischer Fußballspieler
- Dany Garcia (* 1968), US-amerikanische Filmproduzentin
- David García (Radsportler) (* 1977), spanischer Radrennfahrer
- David García (Rennfahrer, 1978) (* 1978), spanischer Motorradrennfahrer
- David García (Fußballspieler, 1982) (* 1982), spanischer Fußballspieler
- David Garcia (Musiker) (* 1983), US-amerikanischer Musiker und Produzent
- David García (Informatiker) (* 1985), spanischer Informatiker und Sozialwissenschaftler
- David García (Fußballspieler, 1994) (* 1994), spanischer Fußballspieler
- David García (Leichtathlet) (* 2005), spanischer Leichtathlet
- David García Almansa (* 2006), spanischer Motorradrennfahrer
- David García de la Cruz (* 1981), spanischer Fußballspieler
- David Benito Garcia (* 1977), luxemburgisch-spanischer Schauspieler
- David López García (* 1981), spanischer Radrennfahrer
- David Pérez García (Politiker) (* 1972), spanischer Politiker
- David Pérez García (Mathematiker) (David Pérez-García; * 1977), spanischer Mathematiker
- Delia Amadora García (1919–2001), argentinische Film- und Theaterschauspielerin, siehe Delia Garcés
- Destra Garcia (* 1978), trinidadische Soca-Musikerin
- Devron García (* 1996), honduranischer Fußballspieler
- Didier Garcia (* 1964), französischer Radrennfahrer
- Diana Garcia (Schriftstellerin) (* 1950), US-amerikanische Schriftstellerin
- Diana García (Schauspielerin) (* 1982), mexikanische Schauspielerin
- Diana García (Squashspielerin) (* 1992), mexikanische Squashspielerin
- Diana García (Fußballspielerin) (* 1999), mexikanische Fußballspielerin
- Diana María García (* 1982), kolumbianische Radsportlerin
- Dick Garcia (* 1931), US-amerikanischer Jazzgitarrist
- Diego García (Fechter) (1895–?), spanischer Fechter
- Diego García (Fußballspieler, I), argentinischer Fußballspieler
- Diego García (Marathonläufer) (1961–2001), spanischer Marathonläufer
- Diego García (Padelspieler) (* 2006), spanischer Padelspieler
- Diego García (Segler), uruguayischer Segler
- Diego García (Fußballspieler, 19. Dezember 1996) (* 1996), chilenischer Fußballspieler
- Diego García (Fußballspieler, 29. Dezember 1996) (* 1996), uruguayischer Fußballspieler
- Diego García (Geher) (* 1996), spanischer Geher
- Diego García de Cáceres (um 1516–1586), spanischer Konquistador
- Diego García de León (* 1990), mexikanischer Taekwondoin
- Diego García de Paredes (1506–1563), spanischer Konquistador
- Diego Villarreal Garcia (* 1973), US-amerikanischer Schauspieler und Sänger
- Diego José Navarro García de Valladares (1708–1784), spanischer Kolonialgouverneur
- Dionisio García Ibáñez (Dionisio Guillermo García Ibáñez; * 1945), kubanischer Geistlicher, Erzbischof von Santiago de Cuba
- Dolores García-Hierro Caraballo (* 1958), spanische Politikerin
- Domingo García, später Domingo de la Calzada († um 1100), spanischer Einsiedler und Pilger
- Domingo García (Fußballspieler) (1904–1986), peruanischer Fußballspieler
- Domingo García (Filmeditor), Filmeditor
- Domingo García y Vásquez (um 1859–1912), brasilianischer Maler
- Dominik García-Lorido (* 1983), US-amerikanische Schauspielerin
- Dora García (* 1965), spanische Künstlerin
- Dulce García (1965–2019), kubanische Speerwerferin

#### E
- Edel García (* 1961), kubanischer Radrennfahrer
- Édgar García de Dios (1977–2010), mexikanischer Fußballspieler
- Edgar de Jesús García Gil (* 1946), kolumbianischer Priester, Bischof von Palmira
- Edith Xio Mara García García (* 1977), mexikanische Paläobiologin und Schachspielerin
- Edmond Garcia, französischer Automobilrennfahrer

- Eduardo García (Fußballspieler, I), uruguayischer Fußballspieler
- Eduardo García (Fußballspieler, 1945) (1945–2016), uruguayischer Fußballspieler und -trainer
- Eduardo Garcia (Unternehmer) (* 1950), deutscher Ökonom und Unternehmer
- Eduardo García (Karateka), uruguayischer Karateka
- Eduardo García Fernández (* 1941), spanischer Fußballspieler
- Eduardo García Horta (* 1984), mexikanischer Fußballspieler
- Eduardo García Maroto (1903–1989), spanischer Filmregisseur und Drehbuchautor
- Eduardo Horacio García (* 1956), argentinischer Geistlicher, Weihbischof in Buenos Aires
- Eduardo Ibáñez y García de Velasco (1927–2012), spanischer Diplomat
- Egoitz García (* 1986), spanischer Radrennfahrer
- Eladio García Rodríguez (Mediziner) (Don Eladio; um 1922–2014), spanischer Mediziner
- Eladio García Rodríguez (Unternehmer) (um 1928–2010), spanischer Unternehmer
- Eleazar García junior (1957–2011), mexikanischer Schauspieler
- Elena García Armada (* 1971), spanische Wirtschaftsingenieurin
- Elena Garcia Gerlach (* 1985), deutsche Schauspielerin
- Elías García Martínez (1858–1934), spanischer Maler
- Elisabeth Garcia-Almendaris (* 1989), deutsche Handballspielerin
- Emili García (* 1989), andorranischer Fußballspieler
- Emiliano García (* 1989), uruguayischer Fußballspieler
- Emilio Garcia (* 1981), spanischer Künstler und Unternehmer
- Enric Galwey i Garcia (1864–1931), spanischer Maler
- Enrik García, spanischer Gitarrist und Songwriter
- Enrique García Asensio (* 1937), spanischer Dirigent und Musikpädagoge
- Enzo Valentim Garcia (* 2004), brasilianischer Motorradrennfahrer, siehe Enzo Valentim
- Eric Garcia (Schriftsteller) (* 1972), US-amerikanischer Schriftsteller
- Eric García (Fußballspieler) (* 2001), spanischer Fußballspieler
- Ernesto García (* 1974), spanischer Badmintonspieler
- Ernesto García Cabral (El Chango; 1890–1968), mexikanischer Karikaturist und Maler
- Esmeralda de Jesus Garcia (* 1959), brasilianische Leichtathletin
- Esteban Garcia (* 1970), Schweizer Segler, Rennstallbesitzer und Automobilrennfahrer
- Esteban García de Alba (1887–1959), mexikanischer Diplomat
- Estefania García (Karateka) (Estefania García Romo), spanische Karateka
- Estefanía García (Judoka) (Estefanía Priscila García Mendoza; * 1988), ecuadorianische Judoka
- Estefania García (Leichtathletin) (* 1991), dominikanische Leichtathletin
- Estela García (* 1989), spanische Sprinterin
- Esther García Llovet (* 1963), spanische Schriftstellerin und Übersetzerin
- Esther García Rodríguez (* 1956), spanische Filmproduzentin
- Eulalio García (* 1951), spanischer Radrennfahrer
- Eva García Sáenz (* 1972), spanische Schriftstellerin
- Eva Ferreira García (* 1963), spanische Mathematikerin und Hochschullehrerin
- Evelyn García (* 1982), salvadorianische Radrennfahrerin
- Evelyn Austria-Garcia, philippinische Diplomatin

#### F
- Faustino García-Moncó Fernández (1916–1996), spanischer Politiker
- Fausto Gaibor García (1952–2021), ecuadorianischer Geistlicher, Bischof von Tulcán
- Federico García (Fußballspieler, 1984) (* 1984), argentinischer Fußballspieler
- Federico García (Fußballspieler, 1994) (* 1994), uruguayischer Fußballspieler
- Federico García (Fußballspieler, 1999) (* 1999), uruguayischer Fußballspieler
- Federico García Capurro (1907–2000), uruguayischer Politiker
- Federico García Hurtado (1937–2020), peruanischer Filmregisseur und Schriftsteller
- Federico García Lorca (1898–1936), spanischer Schriftsteller und Dichter
- Federico García Vigil (1941–2020), uruguayischer Dirigent und Komponist
- Felipe García (Fußballspieler, 1921) (Felipe García Álvarez; * 1921), spanischer Fußballspieler
- Felipe Garcia (Fußballspieler, 1988) (Felipe Garcia dos Prazeres; * 1988), brasilianischer Fußballtorhüter
- Felipe Garcia (Fußballspieler, 1990) (Felipe Garcia Gonçalves; * 1990), brasilianischer Fußballspieler
- Felipe García (Handballspieler) (* 1993), chilenischer Handballtorhüter
- Felipe Tejeda García (1935–2018), mexikanischer Geistlicher, Weihbischof in Mexiko
- Félix García Casas (* 1968), spanischer Radrennfahrer
- Fernando García (Fechter), spanischer Fechter
- Fernando Garcia (Filmregisseur) (1917–2008), portugiesischer Filmschaffender
- Fernando García (Komponist) (* 1930), chilenischer Komponist
- Fernando García (Ringer) (* 1935), philippinischer Ringer und Judoka
- Fernando García (Segler) (* 1952), argentinischer Segler
- Fernando García Cadiñanos (* 1968), spanischer Geistlicher, römisch-katholischer Bischof von Mondoñedo-Ferrol
- Fernando García-Dory (* 1978), spanischer Künstler
- Fernando García López (* 1996), peruanischer Fußballspieler
- Fernando García Lorenzo (1912–1990), spanischer Fußballspieler und -trainer
- Fernando García Sánchez (* 1953), spanischer Admiral
- Fernando Gabriel García (* 1981), argentinischer Handballspieler
- Fernando Muñoz Garcia (* 1967), spanischer Fußballspieler, siehe Nando (Fußballspieler, 1967)
- Fernando Romeo Lucas García (1924–2006), guatemaltekischer General und Politiker, Präsident 1978 bis 1982
- Ferran García Sevilla (* 1949), spanischer Maler
- Fina García Marruz (1923–2022), kubanische Dichterin und Literaturwissenschaftlerin
- Florencio García Goyena (1783–1855), spanischer Politiker
- Fran García (Fußballspieler, 1992) (Francisco García Solsona; * 1992), spanischer Fußballspieler
- Fran García (Fußballspieler, 1999) (Francisco José García Torres; * 1999), spanischer Fußballspieler
- Francisco García (Biathlet), spanischer Biathlet
- Francisco García (Rugbyspieler) (Francisco Luis García; * 1970), argentinischer Rugby-Union-Spieler
- Francisco García (Radsportler) (* 1975), spanischer Radrennfahrer
- Francisco García (Basketballspieler) (* 1981), dominikanischer Basketballspieler
- Francisco Garcia (Fußballspieler, 1991) (* 1991), belgischer Fußballspieler
- Francisco García-Calderón Landa (1834–1905), peruanischer Politiker, Präsident 1881
- Francisco Antonio García Carrasco (1742–1813), spanischer Offizier und Gouverneur von Chile
- Francisco César García Magán (* 1962), spanischer Geistlicher, Weihbischof in Toledo
- Francisco Espartaco García Estrada (1920–2004), mexikanischer Diplomat
- Francisco Javier García Fajer (il Spagnoletto; 1730–1809), spanischer Komponist
- Francisco Javier García Fernández (* 1987), spanischer Fußballspieler, siehe Javi García
- Francisco Javier García Gaztelu (Txapote; * 1966), spanischer Terrorist
- Francisco Javier García Sanz (* 1957), spanischer Automobil- und Sportmanager
- Francisco Villar García-Moreno (1948–2011), spanischer Politiker (PP)
- Francklin García (* 1977), honduranischer Tennisspieler
- Franziska Garcia-Almendaris (* 1984), deutsche Handballspielerin, siehe Franziska Steil

#### G
- Gabriel García (Fußballspieler, 1973) (Gabriel Ramón García Reyes; * 1972), uruguayischer Fußballspieler
- Gabriel Garcia (Leichtathlet) (* 1997), brasilianischer Sprinter
- Gabriel García (Fußballspieler, 1998) (Esteban Gabriel García Velázquez; * 1998), guatemaltekischer Fußballspieler
- Gabriel García Hernández (* 1974), mexikanischer Fußballspieler
- Gabriel García Márquez (1927–2014), kolumbianischer Schriftsteller
- Gabriel García Moreno (1821–1875), ecuadorianischer Politiker
- Gabriel García de la Torre (* 1979), spanischer Fußballspieler, siehe Gabri (Fußballspieler, 1979)
- Gabriela García Vargas (* 1992), österreichische Schauspielerin
- Gael García Bernal (* 1978), mexikanischer Schauspieler
- Gala León García (* 1973), spanische Tennisspielerin
- Gamadiel García (* 1979), chilenischer Fußballspieler
- García Fernández (Graf) († 995), Graf von Kastilien
- Gary Garcia († 2011), US-amerikanischer Musiker
- Genaro García Luna (* 1968), mexikanischer Politiker
- Genis García (* 1978), andorranischer Fußballspieler
- George Garcia (* 1970), spanischer Labelmanager, Musiker, Komponist und Produzent
- Georgina García Pérez (* 1992), spanische Tennisspielerin
- Georgina Garcia Tamargo (1938–2022), mexikanische Schauspielerin und Sängerin, siehe Gina Romand
- Gerardo García León (* 1974), spanischer Fußballspieler
- Germà García i Boned (* 1932), spanischer Schriftsteller, Sprachwissenschaftler, Übersetzer und Historiker
- Gildardo García (1954–2021), kolumbianischer Schachspieler
- Ginés Ramón García Beltrán (* 1961), spanischer Geistlicher, Bischof von Getafe
- Giraldo Alayón García (* 1946), kubanischer Biologe
- Gonsalo Garcia (1556–1597), indischer Märtyrer und Heiliger
- Gonzalo García (Basketballtrainer) (* 1967), argentinischer Basketballtrainer
- Gonzalo García (Radsportler, 1976) (Gonzalo García Martín; * 1976), argentinischer Radsportler
- Gonzalo García (Fußballspieler, 1983) (Gonzalo Manuel García García; * 1983), uruguayisch-spanischer Fußballspieler und -trainer
- Gonzalo García (Rugbyspieler, 1984) (* 1984), argentinisch-italienischer Rugby-Union-Spieler
- Gonzalo García (Leichtathlet) (* 1995), spanischer Mittelstreckenläufer
- Gonzalo García (Rugbyspieler, 1999) (* 1999), argentinischer Rugby-Union-Spieler
- Gonzalo Garcia (Tänzer) (* 1979/1980), spanisch-amerikanischer Tänzer
- Gonzalo García (Fußballspieler, 2004) (Gonzalo García Torres; * 2004), spanischer Fußballspieler
- Gonzalo García Abella, spanischer Radsportler
- Gonzalo García de Nodal (1569–1622), spanischer Entdecker, siehe Bartolomé García de Nodal
- Gonzalo Duarte García de Cortázar (* 1942), chilenischer Ordensgeistlicher, Bischof von Valparaíso
- Gorka Larrea García (* 1984), spanischer Fußballspieler
- Gregorio García (Geistlicher) (um 1556–1627), spanischer Dominikaner, Missionar und Autor
- Gregorio García de la Cuesta (1741–1811), spanischer General-Kapitän
- Gregorio García Segura (1929–2003), spanischer Komponist
- Gregorio Escobar García (1912–1936), spanischer Missionar und Märtyrer
- Greg García (* 1970), US-amerikanischer Fernsehproduzent
- Guadalupe Gracia García-Cumplido (1881–1948), mexikanischer Militärarzt
- Guillermo García Costa (1930–2014), uruguayischer Politiker
- Guillermo García Frías (* 1928), kubanischer Revolutionär und Politiker
- Guillermo García González (1953–1990), kubanischer Schachspieler
- Guillermo García López (* 1983), spanischer Tennisspieler
- Guillermo García (Fußballspieler) (1947–2021), mexikanischer Fußballspieler
- Guillermo García Calvo (* 1978), spanischer Dirigent
- Gustave García (1837–1925), italienischer Sänger (Bariton) und Gesangslehrer
- Gustavo García Naranjo (* 1944), venezolanischer Geistlicher, Bischof von Guarenas
- Gustavo García-Siller (* 1956), mexikanischer Geistlicher, Erzbischof im San Antonio
- Gustavo García (Bowlingspieler), uruguayischer Bowlingspieler

#### H
- Hanser García (* 1988), kubanischer Schwimmer
- Héctor García (Fußballspieler, 1915)  (1915–unb.), argentinischer Fußballspieler
- Héctor García (Basketballspieler) (* 1926), uruguayischer Basketballspieler
- Héctor García (Boxer, 1926) (* 1926), argentinischer Boxer
- Héctor García (Musiker) (* 1930), kubanisch-amerikanischer Gitarrist und Komponist
- Héctor García (Boxer, 1991) (* 1991), dominikanischer Boxer
- Héctor García (Wasserspringer) (* 1996), spanischer Wasserspringer
- Héctor García Godoy (1921–1970), dominikanischer Politiker
- Héctor García Miranda (1930–2018), argentinischer Künstler, Gründer der Groupe de Recherche d’Art Visuel (GRAV)
- Héctor García-Molina (1953–2019), mexikanisch-US-amerikanischer Informatiker
- Héctor David García Osorio (* 1966), honduranischer Geistlicher, Bischof von Santa Rosa de Copán
- Hector P. Garcia (1914–1996), US-amerikanischer Arzt
- Héctor Tapia García, mexikanischer Fußballspieler
- Henry García (Henry Antonio García Orozco, * 1990), nicaraguanischer Fußballspieler
- Henry Pease García (1944–2014), peruanischer Politikwissenschaftler und Politiker, siehe Henry Pease (Politiker, 1944)
- Hermenegildo García (* 1968), kubanischer Fechter
- Hermila García Quiñones (1972–2010), mexikanische Polizeibeamte
- Hernán García Simón (* 1965), argentinischer Rugby-Union-Spieler
- Hernando García († 2010), kolumbianischer Fußballspieler
- Hilario González García (* 1965), mexikanischer Geistlicher, Bischof von Saltillo
- Hilda García Ossandón (1907–2005), chilenische Sängerin, Pianistin und Schauspielerin, siehe Cora Santa Cruz
- Hiram Garcia, US-amerikanischer Filmproduzent
- Huem Otero García (* 1984), österreichische Politikerin (Grüne)

#### I
- Ignacio García Téllez (1897–1985), mexikanischer Politiker und Rechtswissenschaftler
- Ignacio Anaya García (1895–1975), Erfinder der Nachos
- Ignacio García (Eishockeyspieler) (* 1996), spanischer Eishockeytorwart
- Ignacio García (Handballschiedsrichter), spanischer Handballschiedsrichter
- Ingrid García-Jonsson (* 1991), schwedisch-spanische Schauspielerin
- Iraida García (* 1989), kubanische Radrennfahrerin
- Iratxe García Pérez (* 1974), spanische Politikerin (PSOE)
- Irene Garcia Garcia (* 1957), deutsche Politikerin (Die Violetten)
- Ireneo García Alonso (1923–2012), spanischer Geistlicher, Bischof von Albacete
- Isabel Garcia (* 1963), Schweizer Politikerin
- Isabel García (* 1969), deutsche Rednerin, Autorin und Unternehmerin
- Isabel García Muñoz (* 1977), spanische Politikerin (PSOE), MdEP
- Isaiah García (* 1998), Fußballspieler aus Trinidad und Tobago
- Isidro García (* 1976), mexikanischer Boxer
- Ismael García, mexikanischer Fußballtorhüter
- Ismael Zambada García (* 1948), mexikanischer Drogenhändler
- Iván García (* 1972), kubanischer Leichtathlet
- Iván García (Sänger), venezolanischer Sänger (Bass)
- Iván García (Leichtathlet), uruguayischer Leichtathlet
- Iván García (Gewichtheber) (* 1983), spanischer Gewichtheber
- Iván García (Wasserspringer) (* 1993), mexikanischer Wasserspringer
- Iván García (Taekwondoin) (* 1997), spanischer Taekwondoin
- Iván García (American Football), spanischer American-Football-Spieler

#### J
- Jaime García (Reiter) (1910–1959), spanischer Springreiter
- Jaime García (Baseballspieler) (* 1986), mexikanischer Baseballspieler
- Jaime García Amaral (* 1950), mexikanischer Diplomat
- Jaime Garcia Goulart (1908–1997), portugiesischer Bischof
- Jair García (* 1978), mexikanischer Fußballspieler
- Jaliesky García (* 1975), isländischer Handballspieler
- Javi García (Francisco Javier García Fernández; * 1987), spanischer Fußballspieler
- Javier García Cuesta (* 1947), spanischer Handballspieler und -trainer
- Javier García (Schachspieler) (* 1953), peruanischer Schachspieler
- Javier García (Nachrichtensprecher) († 2008), venezolanischer Nachrichtensprecher
- Javier García (Leichtathlet) (* 1966), spanischer Stabhochspringer
- Javier García (Ruderer), uruguayischer Ruderer
- Javier García (Baseballspieler) (* 1998), panamaischer Baseballspieler
- Javier García Arias (* 1992), spanischer Eishockeyspieler
- Javier García Arnaiz (* 1954), spanischer General
- Javier García El Chocolate (* 1957), mexikanischer Fußballspieler
- Javier Antonio García Expósito, eigentlicher Name von Javier Latorre (* 1963), spanischer Tänzer und Choreograf
- Francisco Javier García Fernández, genannt Javi García (* 1987), spanischer Fußballspieler
- Francisco Javier García Rubio, genannt Javi García (* 1990), spanischer Handballspieler
- Jean Carlos Garcia (* 1992), gibraltarischer Fußballspieler
- Jeff Garcia (* 1970), US-amerikanischer American-Football-Spieler
- Jeffry Olguín García († 2011), mexikanischer Musiker
- Jennica Garcia (* 1989), philippinische Schauspielerin
- Jennifer Cheon Garcia, kanadische Schauspielerin
- Jerry Garcia (1942–1995), amerikanischer Musiker und Bandleader der Grateful Dead
- Jesse Garcia (* 1982), US-amerikanischer Filmschauspieler
- Jessica Marie Garcia (* 1987), US-amerikanische Schauspielerin und Produzentin+
- Jesús García Burillo (* 1942), spanischer Geistlicher, Bischof von Ávila
- Jesús Ángel García (* 1969), spanischer Geher
- Jesús Enríque Sánchez García (* 1989), mexikanischer Fußballspieler
- Jesús G. García, eigentlicher Name von Chuy García (* 1956), mexikanisch-US-amerikanischer Politiker
- Jesús Rafael García Hernández, eigentlicher Name von Rafael Amargo (* 1975), spanischer Flamencotänzer und Choreograf
- Jesús Rico García (* 1954), spanischer Geistlicher, Bischof von Ávila
- Jhonson García (* 1980), dominikanischer Tennisspieler
- Joan García (* 2001), spanischer Fußballtorhüter
- Joan Pujol García (1912–1988), spanischer Doppelagent
- Joanna García (* 1979), US-amerikanische Schauspielerin
- João Garcia (* 1967), portugiesischer Bergsteiger
- Joaquín García (Fußballspieler, 1986) (Joaquín García Barbero; * 1986), spanischer Fußballspieler
- Joaquín García (Fußballspieler, 1993) (* 1993), spanischer Fußballspieler
- Joaquín García (Fußballspieler, 1999) (* 1999), peruanischer Fußballspieler
- Joaquín García (Fußballspieler, 2001) (Roberto Joaquín García; * 2001), argentinischer Fußballspieler
- Joaquín Garcia Benitez (1883–1958), kolumbianischer Geistlicher, Erzbischof von Medellín
- Joaquín García Ordóñez (1919–1995), kolumbianischer Geistlicher, Bischof von Santa Rosa de Osos
- Joaquín Torres García (1874–1949), uruguayischer Maler
- Joe Garcia (* 1963), US-amerikanischer Politiker
- Joel García (* 1958), mexikanischer Fußballspieler

- John Garcia (Psychologe), US-amerikanischer Psychologe
- John Garcia (* 1970), US-amerikanischer Rocksänger
- John Garcia-Thompson (Juan Claudio Garcia Thompson; * 1979), spanisch-britischer Beachvolleyballspieler
- John Freddy García (* 1974), kolumbianischer Radrennfahrer
- Johnny García López (* 1978), mexikanischer Fußballspieler
- Jon García (* 1977), spanischer Taekwondoin
- Jonathan Garcia (Radsportler) (* 1981), US-amerikanischer Radrennfahrer
- Jonathan Garcia (Eisschnellläufer) (* 1986), US-amerikanischer Eisschnellläufer
- Jorge García (Skirennläufer) (* 1956), spanischer Skirennläufer
- Jorge García (Fußballspieler, 1957) (* 1957), spanischer Fußballspieler
- Jorge García (Fußballspieler, 1961) (* 1961), chilenischer Fußballspieler
- Jorge García (Leichtathlet) (* 1961), spanischer Leichtathlet
- Jorge Garcia (Schauspieler) (* 1973), US-amerikanischer Schauspieler
- Jorge García (Fußballspieler, 1986) (* 1986), uruguayischer Fußballspieler
- Jorge García (Fußballspieler, 1998) (* 1998), nicaraguanischer Fußballspieler
- Jorge García (Fußballspieler, 2002) (* 2002), mexikanischer Fußballspieler
- Jorge García (Kanute), kubanischer Kanute
- Jorge García (Sportschütze), uruguayischer Sportschütze
- Jorge Garcia (Taekwondoin), spanischer Taekwondoin
- Jorge García Isaza (1928–2016), kolumbianischer Ordensgeistlicher, Apostolischer Vikar von Tierradentro
- Jorge García Marín (* 1980), spanischer Radrennfahrer
- Jorge García Torre (* 1984), spanischer Fußballspieler
- Jorge García Usta (1960–2005), kolumbianischer Schriftsteller
- Jorge García del Valle Méndez (* 1966), spanisch-deutscher Komponist
- Jorge Antonio García Rodríguez (* 1988), kubanischer Kanute
- Jorge Ignacio García Cuerva (* 1968), argentinischer Geistlicher, Erzbischof von Buenos Aires
- Jorge Eduardo García Bustos (* 1987), chilenischer Gewichtheber
- Jorge Luis Garcia (1953–2010), US-amerikanischer Politiker
- Jorge Rubén García Velazco (* 1962), argentinischer Windsurfer
- José García (Geistlicher), spanischer Ordensgeistlicher, Generalminister der Franziskaner (1717–1723)
- José García (Musiker) (1910–2000), argentinischer Tangomusiker
- José García (Fußballspieler, 1926), uruguayischer Fußballspieler
- José García (Fußballspieler, 1931), chilenischer Fußballspieler
- José García (Leichtathlet) (* 1946), mexikanischer Marathonläufer
- José García (Hockeyspieler) (* 1952), spanischer Hockeyspieler
- José García (Filmkritiker) (* 1958), spanischer Filmkritiker, freier Journalist und Übersetzer
- José Garcia (Schauspieler) (* 1966), französischer Schauspieler
- José García  (Boxer) (* 1968), venezolanischer Boxer
- José García (Karambolagespieler), kolumbianischer Karambolagespieler
- José García (Fußballspieler, 1997), spanischer Fußballspieler
- José García (Fußballspieler, 1998), honduranischer Fußballspieler
- José García Belaúnde (José Antonio García Belaúnde; 1948–2025), peruanischer Diplomat und Politiker
- José García y Goldaraz (1893–1973), spanischer Geistlicher, Erzbischof von Valladolid
- José García Lorenzana (1900–??), spanischer Leichtathlet
- José García y Más (* 1945), spanischer Maler
- José García Narezo (1922–1994), spanischer Künstler
- José García Oro (1931–2019), spanischer Ordensgeistlicher und Historiker
- José García Requena (* 1955), spanischer Tennisspieler
- José García Villas (1910–1965), spanischer römisch-katholischer Ordensgeistlicher, Bischof von San Pedro Sula
- José Antonio García (Tontechniker), mexikanischer Tontechniker
- José Antonio García Calvo (* 1975), spanischer Fußballspieler
- José Antonio García Conesa (Tatono; * 1940), spanischer Fußballspieler
- José Genivaldo Garcia (* 1968), brasilianischer römisch-katholischer Geistlicher und Bischof von Estância
- José Guillermo García (* 1933), salvadorianischer Politiker
- José Ignacio García Hamilton (1943–2009), argentinischer Politiker und Historiker
- José de Jesús García Ayala (1910–2014), mexikanischer Geistlicher, Bischof von Campeche
- José Julián García (* 2002), spanischer Motorradrennfahrer
- José Luis García Cobos (1924–2015), mexikanischer Fußball- und Baseballspieler
- José Luis García López (* 1948), US-amerikanischer Comiczeichner
- José Luis García Muñoz (* 1944), spanischer Drehbuchautor, Filmregisseur und -produzent, siehe José Luis Garci
- José Luis García Ramón (* 1949), spanischer Gräzist und Sprachwissenschaftler
- José Luis García Sánchez (* 1941), spanischer Filmregisseur und Drehbuchautor
- José Manuel García (Leichtathlet) (* 1966), spanischer Langstreckenläufer
- José Manuel García (Radsportler) (* 1972), mexikanischer Radrennfahrer
- José Manuel Garcia Cordeiro (* 1967), portugiesischer Geistlicher, Erzbischof von Braga
- José Manuel García de la Torre (1925–2010), spanischer Romanist und Hispanist
- José Manuel García-Margallo (* 1944), spanischer Politiker (PP), MdEP
- José María García-Aranda (* 1956), spanischer Fußballschiedsrichter
- José María García Maldonado (* 1979), mexikanisch-US-amerikanischer römisch-katholischer Geistlicher, Weihbischof in Chicago
- José Maurício Nunes Garcia (1767–1830), brasilianischer Komponist
- José Mauricio Vélez García (* 1964), kolumbianischer Geistlicher, Weihbischof in Medellín
- José Ovidio García (1862–1919), dominikanischer Klarinettist, Dirigent und Musikpädagoge
- José dos Santos Garcia (1913–2010), portugiesischer Ordensgeistlicher, Bischof von Porto Amélia
- José Vicente García Acosta (* 1972), spanischer Radrennfahrer
- José Villagrán García (1901–1982), mexikanischer Architekt
- José Wilfredo Salgado García (* 1966), salvadorianischer Politiker, Bürgermeister von San Miguel
- Josef García-Cascales (1928–2012), spanisch-österreichischer Ordensgeistlicher
- Josefina García de Noia († 2015), argentinische Bürgerrechtsaktivistin
- Joseph A. Garcia (* 1957), US-amerikanischer Politiker
- Josesito García Vila (1888–1919), dominikanischer Pianist und Komponist
- Josh García (Joshua García, * 1993), US-amerikanisch-dominikanischer Fußballspieler
- Jsu Garcia (* 1963), US-amerikanischer Schauspieler
- Juan García (Polospieler) (1901–1981), mexikanischer Polospieler
- Juan García (Schauspieler) (1905–1980), mexikanischer Schauspieler und Drehbuchautor
- Juan García (Filmproduzent), US-amerikanischer Filmproduzent
- Juan García (Gitarrist) (* 1963), US-amerikanischer Gitarrist
- Juan García Esquivel (1918–2002), mexikanischer Musiker und Komponist
- Juan García Oliver (1901–1980), spanischer Kellner, Anarchist und Syndikalist
- Juan García Ponce (1932–2003), mexikanischer Schriftsteller
- Juan García Rodríguez (* 1948), kubanischer Geistlicher, Erzbischof von Havanna und Camagüey
- Juan García Such (1937–2009), spanischer Radrennfahrer
- Juan García-Santacruz Ortiz (1933–2011), spanischer Geistlicher, Bischof von Guadix
- Juan Esposito-Garcia (* 1974), argentinisch-US-amerikanischer Geistlicher, Weihbischof in Washington
- Juan Alejandro García (* 1983), kolumbianischer Radrennfahrer
- Juan Carlos García (Reiter) (* 1967), kolumbianisch-italienischer Reiter
- Juan Carlos García (Fußballspieler) (1988–2018), honduranischer Fußballspieler
- Juan Claudio Garcia Thompson (* 1979), spanischer Beachvolleyballspieler, siehe John Garcia-Thompson
- Juan Daniel García Treviño (* 2000), mexikanischer Schauspieler, Musiker und Tänzer
- Juan Francisco García (Komponist) (1892–1974), dominikanischer Komponist
- Juan Francisco García (Boxer) (1953–2023), mexikanischer Boxer
- Juan Francisco García García (* 1976), spanischer Fußballspieler, siehe Juanfran (Fußballspieler, 1976)
- Juan Manuel García (* 1951), mexikanischer Wasserballspieler
- Juan Nelio García Salvatierra (* 1982), bolivianischer Fußballschiedsrichter
- Juan Pablo Garcia (* 1987), mexikanischer Automobilrennfahrer
- Juan Pablo García-Berdoy (* 1961), spanischer Diplomat
- Juanín García (* 1977), spanischer Handballspieler und -trainer
- Judah García (* 2000), Fußballspieler aus Trinidad und Tobago
- Julia Garcia Ruiz (* 2003), mexikanische Tennisspielerin
- Julia García-Valdecasas (1944–2009), spanische Politikerin
- Julián García Centeno (* 1933), spanischer Ordensgeistlicher, Apostolischer Vikar von Iquitos

- Julio García Espinosa (1926–2016), kubanischer Regisseur
- Julio García Oliveras (1931–2017), kubanischer Diplomat
- Julio García Vico (* 1992), spanischer Dirigent und Pianist
- Julio César García Almaraz (* 1976), mexikanischer Fußballspieler
- Julio Hernando García Peláez (* 1958), kolumbianischer Geistlicher, Bischof von Istmina-Tadó
- Julio Scherer García (1926–2015), mexikanischer Journalist und Verleger
- Justin Garcia (Fußballspieler) (* 1995), Fußballspieler aus Trinidad und Tobago

#### K
- K. Christopher Garcia (* 1962), US-amerikanischer Molekularbiologe
- Katia García (* 1992), mexikanische Fußballschiedsrichterin
- Kike García (* 1989), spanischer Fußballspieler
- Kimberly García León (* 1993), peruanische Geherin

#### L
- Laura García (Schauspielerin), kolumbianische Schauspielerin, Regisseurin und Theaterpädagogin
- Laura García (Judoka), spanische Judoka
- Laura García-Caro (* 1995), spanische Leichtathletin
- Laura Gallego García (* 1977), spanische Schriftstellerin
- Laura del Río García (* 1982), spanische Fußballspielerin
- Lautaro García Vergara (1895–1982), chilenischer Maler, Sänger und Dramatiker
- Léa Garcia (1933–2023), brasilianische Schauspielerin
- Leddie Garcia, US-amerikanischer Jazzmusiker, Schlagzeuger, Komponist und Schauspieler
- Leonardo García Alarcón (* 1976), argentinischer Cembalist, Organist und Dirigent
- Levi García (* 1997), Fußballspieler aus Trinidad und Tobago
- Lilian Garcia (* 1966), US-amerikanische Sängerin und Ringsprecherin
- Lindy García (* 1989), bolivianische Leichtathletin
- Lino Aguirre Garcia (1895–1975), mexikanischer Geistlicher, Bischof von Culiacán
- Lizzet García (* 1990), mexikanische Fußballschiedsrichterin
- Lope García de Castro (1516–1576), spanischer Jurist und Vizekönig von Peru
- Louis Garcia (* 1971), deutscher DJ und Musikproduzent
- Louis King Garcia, US-amerikanischer Jazz-Trompeter
- Luan Garcia (* 1993), brasilianischer Fußballspieler
- Lucía García (* 1998), spanische Fußballspielerin
- Luciano García Alén († 2015), spanischer Mediziner und Ethnograph
- Luis García (Leichtathlet), portugiesischer Weit- und Dreispringer
- Luis García (Weitspringer), spanischer Weitspringer
- Luis García (Fußballspieler, 1972) (Luis García Plaza; * 1972), spanischer Fußballspieler und -trainer
- Luis García (Luis Javier García Sanz; * 1978), spanischer Fußballspieler
- Luis García (Fußballspieler, 1992) (Luis Manuel García Palomera; * 1992), mexikanischer Fußballtorwart
- Luis García Berlanga (1921–2010), spanischer Filmregisseur
- Luis García Conde (* 1979), spanischer Fußballtorwart
- Luis García Cortina, mexikanischer Fußballspieler
- Luis García Fernández (* 1981), spanischer Fußballspieler
- Luis García Meza Tejada (1929–2018), bolivianischer Militär
- Luis García Montero (* 1958), spanischer Literaturkritiker und Schriftsteller
- Luis García Postigo (* 1969), mexikanischer Fußballspieler
- Luis García Mozos (* 1946), spanischer Comiczeichner
- Luis Alberto García (Fußballspieler), chilenischer Fußballspieler
- Luis Alberto García (Schauspieler) (* 1961), kubanischer Schauspieler
- Luis Alberto García (Taekwondoin), venezolanischer Taekwondoin
- Luis Antonio García Navarro (1941–2001), spanischer Dirigent
- Luis-Augusto García, mexikanischer Tennisspieler
- Luis Britto García (* 1940), venezolanischer Schriftsteller, Historiker, Essayist und Dramatiker
- Luís Eduardo García Rodríguez (1907–1970), kolumbianischer römisch-katholischer Ordensgeistlicher, Apostolischer Präfekt von Arauca
- Luis Enrique Martínez García (* 1970), spanischer Fußballspieler, siehe Luis Enrique
- Luis Fernando García (Leichtathlet) (* 1974), guatemaltekischer Geher
- Luis Fernando García (Tennisspieler) (* 1994), panamaischer Tennisspieler
- Luis Ignacio Garcia, uruguayischer Politiker
- Luis Javier Argüello García (* 1953), spanischer Geistlicher, Erzbischof von Valladolid
- Luis Martín García (1846–1906), spanischer Theologe, Generaloberer der Societas Jesu
- Luís Miguel Brito Garcia Monteiro (* 1980), portugiesischer Fußballspieler
- Luis Yáñez-Barnuevo García (* 1943), spanischer Arzt und Politiker (PSOE)
- Luiz Alfredo Garcia-Roza (1936–2020), brasilianischer Schriftsteller

#### M
- Macarena García (* 1988), spanische Schauspielerin und Sängerin
- Magalys García (* 1971), kubanische Siebenkämpferin
- Maica García (* 1990), spanische Wasserballspielerin
- Malú García Andrade, mexikanische Bürgerrechtlerin
- Manolo García (Musiker) (* 1955), spanischer Musiker und Komponist
- Manolo García (Maskenbildner), spanischer Maskenbildner und Schauspieler
- Manu García (Fußballspieler, 1986) (Manuel Alejandro García Sánchez; * 1986), spanischer Fußballspieler
- Manu García (Fußballspieler, 1998) (Manuel García Alonso; * 1998), spanischer Fußballspieler

- Manuel García (Fußballspieler, 1947) (* 1947), spanischer Fußballspieler
- Manuel García (Fußballspieler, 1985) (* 1985), chilenischer Fußballspieler
- Manuel Antonio García (* 1948), spanischer Radrennfahrer
- Manuel García (Fußballspieler, 8. Juli 1988) (Juan Manuel García; * 1988), argentinischer Fußballspieler
- Manuel García (Fußballspieler, 31. Juli 1988) (Manuel Alejandro García Muñiz; * 1988), mexikanischer Fußballspieler
- Manuel García junior (1805–1906), spanischer Opernsänger (Bariton) und Musikpädagoge
- Manuel García Ardura (* 1967), spanischer Fußballspieler
- Manuel García Arteaga (* 1935), spanischer Fußballspieler
- Manuel García-Bao (* 1929), spanischer Fußballspieler
- Manuel García Barazal (* 1944), spanischer Fußballspieler
- Manuel Garcia-Barrado (1918–2006), spanischer Widerstandskämpfer
- Manuel García Barros (* 1947), spanischer Fußballspieler
- Manuel García Capdevila (1912–1981), spanischer Fußballspieler
- Manuel García Collazo (* 1950), spanischer Fußballspieler
- Manuel García Díaz (1918–1995), spanischer Fußballspieler
- Manuel García Ferré († 2013), spanischer Zeichner
- Manuel García García (* 1938), spanischer Fußballspieler
- Manuel García Gil (1802–1881), spanischer Kardinal
- Manuel García González (Boxer) (* 1935), spanischer Boxer
- Manuel García González (Fußballspieler, 1918) (* 1918), spanischer Fußballspieler
- Manuel García González (Fußballspieler, 1919) (* 1919), spanischer Fußballspieler
- Manuel García de la Huerta Izquierdo (1868–1940), chilenischer Politiker
- Manuel García de la Huerta Pérez (1837–1889), chilenischer Politiker
- Manuel García Jiménez (* 1965), spanischer Fußballspieler
- Manuel García junior (1805–1906), spanischer Sänger (Bariton) und Musikpädagoge
- Manuel García López (* 1960), spanischer Fußballspieler
- Manuel García Moia (1936–2023), nicaraguanischer Maler
- Manuel García Montes (* 1954), spanischer Fußballspieler
- Manuel García-Moran (* 1935), spanischer Alpinskiläufer
- Manuel García Otero (* 1949), spanischer Fußballspieler
- Manuel García Perdigones (* 1957), spanischer Fußballspieler
- Manuel García Pérez (* 1935), spanischer Fußballspieler
- Manuel García Piera (* 1934), spanisch-marokkanischer Fußballspieler
- Manuel García Prieto (1859–1938), spanischer Politiker
- Manuel García Ribes (1907–1978), spanischer Fußballspieler
- Manuel Garcia-Rulfo (* 1981), mexikanischer Schauspieler
- Manuel García Valinas (* 1955), spanischer Biathlet
- Manuel Alfonso García (* 1964), guamischer Radsportler
- Manuel de la C. García Paz (* 1960), kubanischer Dichter
- Manuel González García (1877–1940), spanischer Geistlicher, Bischof von Palencia
- Manuel Hilario de Céspedes y García Menocal (1944–2025), kubanischer Geistlicher, Bischof von Matanzas
- Manuel Pablo García (* 1976), spanischer Fußballspieler, siehe Manuel Pablo
- Manuel del Pópulo Vicente García (1775–1832), spanischer Sänger (Tenor), Gesangslehrer und Komponist
- Manon Garcia (* 1985), französische Philosophin
- Marc Garcia (Rennfahrer, 1967) (* 1967), französischer Motorradrennfahrer
- Marc García (Fußballspieler) (Marc García Renom; * 1988), andorranischer Fußballspieler
- Marc García (Basketballspieler) (Marc García Antonell; * 1996), spanischer Basketballspieler
- Marc García (Rennfahrer, 1999) (* 1999), spanischer Motorradrennfahrer
- Marcelino García (* 1965), spanischer Fußballtrainer
- Marcelino García Pérez (1937–2020), spanischer Fußballspieler
- Marco Antonio Ávila García (1973–2012), mexikanischer Journalist
- Marcos García Barreno (Marquitos; * 1987), spanischer Fußballspieler
- Marcos García Fernández (* 1986), spanischer Straßenradrennfahrer
- Margarita Luna García (1921–2016), dominikanische Pianistin und Komponistin
- Mavi García (Margarita Victoria García Cañellas; * 1984), spanische Biathletin und Radrennfahrerin
- Marco Antonio García y Suárez (1899–1972), nicaraguanischer römisch-katholischer Geistlicher, Bischof von Granada
- Maria Garcia (Fotografin) (* 1936), mexikanische Fotografin
- María García (Tennisspielerin, I), kubanische Tennisspielerin
- Maria Garcia (Shorttrackerin) (* 1985), US-amerikanische Shorttrackerin
- María García (Judoka) (* 1987), dominikanische Judoka
- María García (Tennisspielerin, 2006) (* 2006), portugiesische Tennisspielerin
- María Antonia García de la Vega (* 1956), spanische Fotografin
- María Concepción García Gainza (* 1937), spanische Schriftstellerin
- María Esther Herranz García (* 1969), spanische Politikerin
- María Guadalupe García Zavala (1878–1963), mexikanische Ordensgründerin
- María Isabel Salinas García (* 1966), spanische Politikerin
- María Luisa García (Köchin) (1919–2019), spanische Köchin und Schriftstellerin
- María Luisa García (Filmeditorin) (* 1956), spanisch-französische Filmeditorin und Schauspielerin
- María Pérez García (* 1996), spanische Geherin
- María del Refugio García (1889–1973), mexikanische Lehrerin und Frauenrechtsaktivistin
- Mariana García (Model, 1988) (Mariana García Mariaca; * 1988), bolivianisches Model und Journalistin
- Mariana García (Radsportlerin) (* 1989), uruguayische Radrennfahrerin
- Mariana García (Schiedsrichterin) (* 1991), argentinische Handballschiedsrichterin
- Mariana García (Leichtathletin) (* 1999), chilenische Hammerwerferin
- Mariana García (Model, 1999) (* 1999), guatemaltekisches Model
- Mariano García (Leichtathlet) (* 1997), spanischer Leichtathlet
- Mariano García Remón (* 1950), spanischer Fußballspieler und -trainer
- Mariano Moreno García (1938–2023), spanischer Ordensgeistlicher, Prälat von Cafayate
- Mario Garcia (Designer) (* 1947), US-amerikanischer Zeitungsdesigner
- Mario García (Fußballspieler), mexikanischer Fußballspieler
- Mario García (Radsportler) (* 1985), spanischer Radsportler
- Mario García Covalles (* 1967), mexikanischer Fußballspieler und -trainer
- Mario García Incháustegui (1924–1977), kubanischer Diplomat
- Mario García Kohly (1875–1934), kubanischer Diplomat und Politiker
- Mario García Menocal (1866–1941), kubanischer Politiker, Präsident 1913 bis 1921
- Mario García Torres (* 1975), mexikanischer Künstler
- Mario Humberto García (* 1980), mexikanischer Fußballspieler
- Mario García (Leichtathlet) (* 1999), spanischer Mittelstreckenläufer
- Marlies Mejías García (* 1992), kubanische Radrennfahrerin, siehe Marlies Mejías
- Marino Garcia, dominikanischer Radrennfahrer
- Marisa García (Fußballspielerin, 1993) (María Luisa García González; * 1993), spanische Fußballspielerin und -trainerin
- Marisa García (Fußballspielerin, 2006) (María Luisa García Antolín; * 2006), spanische Fußballspielerin
- Marta García (Sprecherin) (1961–2013), spanische Fernsehmoderatorin und Synchronsprecherin
- Marta García (Tänzerin) († 2017), kubanische Tänzerin und Choreografin
- Marta García (Leichtathletin, 1998) (* 1998), spanische Mittel- und Langstreckenläuferin
- Marta García (Rennfahrerin) (* 2000), spanische Autorennfahrerin
- Marta Estévez García (* 1997), luxemburgische Fußballspielerin
- Martín García (Boxer), argentinischer Boxer
- Martín García (DJ), argentinischer DJ
- Martin Garcia (Physiker), Physiker und Hochschullehrer
- Martín García Óñez de Loyola († 1598), spanischer Soldat, Gouverneur von Chile
- Martín Alberto García (* 1977), argentinischer Tennisspieler
- Martín García García (* 1996), spanischer Pianist
- Martina García (* 1981), kolumbianische Schauspielerin
- Mathieu Garcia (* 2002), französischer Biathlet
- Matías Pérez García (* 1984), argentinischer Fußballspieler
- Mauro García Triana (1931–2024), kubanischer Diplomat
- Max Garcia (* 1991), US-amerikanischer American-Football-Spieler
- Mayra García (* 1972), mexikanische Beachvolleyballspielerin
- Mayte Garcia (* 1973), US-amerikanische Tänzerin, Schauspielerin und Sängerin
- Mayte Ivonne Chávez García (* 1979), mexikanische Fußballschiedsrichterassistentin, siehe Mayte Chávez
- Melique García (* 1992), honduranischer Leichtathlet
- Mercedes Díaz García (* 1979), spanische Dirigentin
- Michael J. Garcia (* 1961), US-amerikanischer Jurist
- Michel Fernandez García (* 1983), kubanischer Radrennfahrer
- Miguel García (Musiker), spanischer Gitarrist, Organist und Komponist
- Miguel García (Anarchist) (1908–1981), spanischer Anarchist
- Miguel Garcia (Kanute) (* 1973), spanischer Kanute
- Miguel Garcia (Fußballspieler) (* 1983), portugiesischer Fußballspieler
- Miguel García Franco (1909–1981), mexikanischer Geistlicher, Bischof von Mazatlán
- Miguel García Granados Zavala (1809–1878), guatemaltekischer General und Politiker, Präsident 1871 bis 1873
- Miguel García Martín (Miche; * 1935), spanischer Fußballspieler
- Miguel Ángel Garcia (Leichtathlet), spanischer Sprinter
- Miguel Ángel García (* 1987), US-amerikanischer Boxer
- Miguel Ángel García y Aráuz (1911–2003), guatemaltekischer Geistlicher, Bischof von Jalapa
- Miguel Ángel García Pérez-Roldán (Corona; * 1981), spanischer Fußballspieler
- Miguelito García (1902–1993), kubanischer Sänger
- Mike Garcia (* 1976), US-amerikanischer Politiker
- Mireia García (* 1981), spanische Schwimmerin
- Miriam García (* 1998), mexikanische Fußballspielerin
- Miriam Casillas García (* 1992), spanische Triathletin
- Moises García (* 1989), salvadorianischer Fußballspieler
- Mondine Garcia (1936–2010), französischer Jazzgitarrist
- Montserrat García (* 1989), andorranische Kanutin

#### N
- Nahikari García (* 1997), spanische Fußballspielerin
- Nanou Garcia, französische Schauspielerin
- Néstor García (Vulkanologe) (1954–1993), kolumbianischer Vulkanologe
- Néstor García (Basketballtrainer), argentinischer Basketballtrainer
- Néstor García (Leichtathlet) (* 1975), uruguayischer Leichtathlet
- Nicole Garcia (* 1946), französische Schauspielerin und Regisseurin
- Nicole Garcia-Colace (* 1983), US-amerikanische Wrestlerin, siehe The Bella Twins
- Ninine Garcia (* 1956), französischer Jazzmusiker
- Nicolás García (* 1988), spanischer Taekwondoin
- Nono García (* 1959), spanischer Jazz- und Flamencomusiker
- Nubya Garcia (* 1991), britische Jazzmusikerin
- Nuno Gomes Garcia (* 1978), portugiesischer Schriftsteller

#### O
- Odilia García (* 1987), peruanische Schönheitskönigin
- Olga García (* 1992), spanische Fußballspielerin
- Olga Garcia (Sängerin) (* ~ 1957), deutsch-spanische Sängerin
- Olivia García (* 2001), chilenische Hochspringerin
- Omar García (* 1937), argentinischer Fußballspieler
- Omar García Harfuch (* 1982), mexikanischer Polizist und Beamter
- Orlando García (Leichtathlet) (* 1989), mexikanischer Leichtathlet
- Orlando Antonio Corrales García (* 1947), kolumbianischer Geistlicher, Erzbischof von Santa Fe de Antioquia
- Orlando Jacinto García (* 1954), US-amerikanischer Komponist und Musikpädagoge
- Óscar García-Casarrubios (* 1984), spanischer Radrennfahrer
- Óscar García (Fußballspieler) (Óscar García Junyent; * 1973), spanischer Fußballspieler und -trainer
- Oscar García Pérez (* 1966), kubanischer Fechter
- Óscar Boniek García Ramírez (* 1984), honduranischer Fußballspieler, bekannt als Boniek García
- Óscar García Urizar (1921–2006), guatemaltekischer römisch-katholischer Geistlicher, Bischof von Quetzaltenango, Los Altos
- Óscar Osvaldo García Montoya (* um 1974), mexikanischer Krimineller
- Óscar Walter García Barreto (* 1969), uruguayisch-chilenischer römisch-katholischer Geistlicher, Weihbischof in Concepción
- Osneldo García (1931–2022), kubanischer Bildhauer

#### P
- Pablo García (Rennrodler) (* 1967), spanischer Rennrodler
- Pablo García (Fußballspieler, 1977) (Pablo Gabriel García Pérez; * 1977), uruguayischer Fußballspieler
- Pablo García (Fußballspieler, 1999) (Pablo Javier García Lafluf; * 1999), uruguayischer Fußballspieler
- Pablo García (Fußballspieler, 2006) (Pablo García Fernández; * 2006), spanischer Fußballspieler
- Pablo García Montilla (1824–1893), mexikanischer Politiker
- Pablo Ortiz García (* 1952), ecuadorianischer Diplomat
- Paquito García (1938–2024), spanischer Fußballspieler und -trainer
- Pat Garcia, afroamerikanische Gospel-Sängerin
- Patricia García (Turnerin) (* 1957), mexikanische Turnerin
- Patricia García (Rugbyspielerin) (* 1989), spanische Rugbyspielerin
- Paula García (* 1998), spanische Sprinterin
- Paula García Ávila (* 1992), spanische Handballspielerin
- Pauline Viardot-García (1821–1910), französische Opernsängerin (Mezzosopran), Gesangspädagogin und Künstlerin
- Pedro García (Sportschütze, 1928) (Pedro Manuel García Miro Elguera; 1928–1980), peruanischer Sportschütze
- Pedro García (Baseballspieler) (Pedro Modesto García; * 1950), puerto-ricanischer Baseballspieler
- Pedro García (Sportschütze, 1953) (Pedro Manuel José García Miro George; * 1953), peruanischer Sportschütze
- Pedro García (Handballspieler) (Pedro García Ramírez; * 1963), spanischer Handballspieler
- Pedro García (Beachsoccerspieler) (* 1996), spanischer Beachsoccerspieler
- Pedro García Barros (* 1946), chilenischer Fußballspieler und -trainer
- Pedro García Cabrera (1905–1981), spanischer Schriftsteller und Dichter
- Pedro Garcia Palma, uruguayischer Politiker
- Pedro Alejandro García (Pedro Alexandro García de la Cruz; * 1974), peruanischer Fußballspieler
- Pedro Chappé García (1945–2003), kubanischer Basketballspieler und -trainer, siehe Pedro Chappé
- Pedro Francisco García (* 1968), spanischer Wasserballspieler
- Pedro Santa Cecilia García (Pedro; * 1984), spanischer Fußballspieler, siehe Pedro Santa Cecilia
- Policarpio Juan Paz García (1932–2000), honduranischer Politiker, Präsident
- Pompilio Garcia, uruguayischer Politiker

#### R
- Rafael García (Karambolagespieler) (* 1959), spanischer Karambolagespieler
- Rafael García (Fußballspieler, 1974) (José Rafael García Torres; * 1974), mexikanischer Fußballspieler
- Rafael García (Fußballspieler, 1988) (* 1988), US-amerikanischer Fußballspieler
- Rafael García (Fußballspieler, 1989) (Rafael García Casanova; * 1989), uruguayischer Fußballspieler
- Rafael García (Fußballspieler, 1993) (Rafael García Doblas; * 1993), deutsch-spanischer Fußballspieler
- Rafael García Cortés (* 1958), spanischer Fußballspieler
- Rafael García González (1926–1994), mexikanischer Geistlicher, Bischof von León
- Rafael García Valiño (1898–1972), spanischer Militär und Franquist
- Rafael Cob García (* 1951), spanischer Priester, Apostolischer Vikar von Puyo
- Rafael Gallardo García (1927–2021), mexikanischer Geistlicher, Bischof von Tampico
- Ramón García (Baseballspieler, 1924) (* 1924), kubanischer Baseballspieler
- Ramón García (Turner) (* 1940), spanischer Kunstturner
- Ramón García (Moderator) (* 1961), spanischer Fernsehmoderator
- Ramón García (Baseballspieler, 1969) (* 1969), venenzuelanischer Baseballspieler
- Ramón García Hirales (* 1982), mexikanischer Boxer
- Raphael García (* um 1925), spanischer Karambolagespieler
- Raúl García (Basketballspieler) (Raúl García-Ordóñez, 1924–2013), kubanischer Basketballspieler
- Raúl García (Schwimmer) (Félix Raúl García Vidal, 1930–2020), kubanischer Schwimmer
- Raúl García (Ringer) (Raúl García Méndez, * 1943), mexikanischer Ringer
- Raúl García (Hockeyspieler) (Raúl García Cabrera, * 1959), kubanischer Hockeyspieler
- Raúl García (Fußballspieler, 1959) (Raúl García Manrique, * 1959), peruanischer Fußballspieler
- Raúl García (Fußballspieler, 1962) (Raúl Antonio García Herrera, 1962–2018), salvadorianischer Fußballspieler
- Raúl García (Boxer) (* 1982), mexikanischer Boxer
- Raúl García (* 1986), spanischer Fußballspieler
- Raúl García (Fußballspieler, 1989) (Raúl García Carnero, * 1989), spanischer Fußballspieler
- Raúl García (Fußballspieler, 2004) (José Raul García González, * 2004), honduranischer Fußballspieler
- Raúl García de Mateos (* 1982), spanischer Radrennfahrer
- Raúl García Pierna (* 2001), spanischer Radrennfahrer
- Raúl García Zárate (1931–2017), peruanischer Gitarrist, Sänger und Komponist
- Raúl Roa García (1907–1982), kubanischer Politiker
- Renaud Garcia-Fons (* 1962), französischer Kontrabassist
- René Isidoro García (* 1961), mexikanischer Fußballspieler und -trainer
- Ricardo García (Moderner Fünfkämpfer) (1921–1981), mexikanischer Moderner Fünfkämpfer
- Ricardo García (Fußballspieler, 1955) (1955–2007), costa-ricanischer Fußballspieler
- Ricardo Garcia (Volleyballspieler) (* 1975), brasilianischer Volleyballspieler
- Ricardo García (Fußballspieler, 1988) (* 1988), costa-ricanischer Fußballspieler
- Ricardo García Ambroa (* 1988), spanischer Radrennfahrer
- Ricardo García Arrojo, Filmproduzent
- Ricardo García García (* 1955), peruanischer Priester, Prälat von Yauyos
- Ricardo García Granados (1851–1930), mexikanischer Ingenieur, Ökonom, Politiker, Diplomat und Historiker
- Ricardo García Perdomo (1920–1996), kubanischer Gitarrist und Komponist
- Ricardo García Peralta (1926–2008), mexikanischer Radrennfahrer
- Richard Garcia (* 1981), australischer Fußballspieler
- Richard John Garcia (1947–2018), US-amerikanischer Priester, Bischof von Monterey in California
- Ricky García (* 1971), honduranischer Fußballspieler
- Rob Garcia (Robert Garcia; * 1969), US-amerikanischer Jazzmusiker
- Robert García (Politiker, 1933) (1933–2017), US-amerikanischer Politiker, Kongressabgeordneter (New York)
- Robert Garcia (Boxer) (Roberto García Cortez; * 1975), US-amerikanischer Boxtrainer
- Robert Garcia (Politiker, 1977) (* 1977), US-amerikanischer Politiker, Bürgermeister von Long Beach (Kalifornien) und Kongressabgeordneter (Kalifornien)

- Roberto García (Karnevalist) († 2012), uruguayischer Karnevalist
- Roberto García (Fußballspieler) (* 1969), argentinischer Fußballspieler
- Roberto García (Schauspieler) (* 1974), spanischer Schauspieler
- Roberto García (Leichtathlet) (* 1975), spanischer Langstreckenläufer
- Roberto García (Radsportler) (* 1937), salvadorianischer Radrennfahrer
- Roberto García Morillo (1911–2003), argentinischer Komponist
- Roberto García Orozco (* 1974), mexikanischer Fußballschiedsrichter
- Roberto García Parrondo (* 1980), spanischer Handballspieler und -trainer
- Roberto Yenny García (* 1972), mexikanischer Geistlicher und Bischof von Ciudad Valles
- Rocío García (* 1997), spanische Mountainbikerin
- Rodolfo Freyre y García Vieyra (1891–1940), argentinischer Diplomat
- Rodrigo García (Regisseur) (Rodrigo García Barcha, * 1959), kolumbianisch-amerikanischer Film- und Fernsehregisseur und Kameramann
- Rodrigo García (Autor) (* 1964), argentinischer Autor und Theaterregisseur
- Rodrigo Garcia (Politiker) (* 1974), brasilianischer Politiker, Gouverneur des Bundesstaats São Paulo
- Rodrigo García (Fußballspieler) (* 1992), uruguayischer Fußballspieler
- Rodrigo García Rena (* 1980), spanischer Radrennfahrer
- Rodrigo Garcia y Robertson (* 1949), US-amerikanischer Schriftsteller
- Roger García Junyent (* 1976), spanischer Fußballspieler
- Rolando García (Philosoph) (1919–2012), argentinischer Philosoph
- Rolando García (Fußballspieler, 1942) (* 1942), chilenischer Fußballspieler
- Rolando García (Fußballspieler, 1990) (* 1990), paraguayischer Fußballspieler
- Rómulo García (1927–2005), argentinischer römisch-katholischer Bischof
- Ron Garcia, siehe Ronald Víctor García
- Ronald Víctor García, US-amerikanischer Kameramann
- Rosa García (Volleyballspielerin) (Rosa Gisella García Rivas; * 1964), peruanische Volleyballspielerin
- Rosa Garcia (Journalistin) (Rosa Garcia dos Santos; * 1973), osttimoresische Journalistin
- Rosibel García (* 1981), kolumbianische Mittelstreckenläuferin
- Rosman García (1979–2011), venezolanischer Baseballspieler
- Rubén García (Fußballspieler, Uruguay), uruguayischer Fußballspieler
- Rubén García (Leichtathlet) (* 1970), mexikanischer Leichtathlet
- Ruben Garcia (Rennfahrer, 1946) (* 1946), US-amerikanischer Automobilrennfahrer
- Rubén García (Radsportler) (Rubén García Pérez, * 1987), spanischer Radrennfahrer
- Rubén García (Fußballspieler, 1993) (* 1993), spanischer Fußballspieler
- Rubén García (Rennfahrer, 1995) (* 1995), mexikanischer Automobilrennfahrer

- Rudi Garcia (* 1964), französischer Fußballspieler und -trainer
- Rudolfo García Arias (* 1890), argentinischer Diplomat
- Russell Garcia (Komponist) (auch Russ Garcia; 1916–2011), US-amerikanischer Komponist und Arrangeur
- Russell Garcia (Hockeyspieler) (Russell Simon Garcia; * 1970), britischer Hockeyspieler
- Ruth García (* 1987), spanische Fußballspielerin

#### S
- Sabás Magaña García (1921–1990), mexikanischer Geistlicher, Bischof von Matamoros
- Salvador García (Gitarrist) (1891–1964), spanischer Gitarrist
- Salvador García (Sänger) (1921–1994), mexikanischer Schauspieler und Sänger
- Salvador García (Boxer) (* 1953), mexikanischer Boxer
- Salvador García (Leichtathlet) (* 1962), mexikanischer Marathonläufer
- Salvador Garcia Pintos (1891–1956), uruguayischer Politiker und Arzt
- Salvador Garcia Pintos (Sohn), uruguayischer Politiker
- Salvador García Puig (genannt Salva; * 1961), spanischer Fußballspieler
- Salvador Piñeiro García-Calderón (* 1949), peruanischer Priester, Erzbischof von Ayacucho o Huamanga
- Sandro Jurado García (* 1992), deutscher Futsal- und Fußballspieler
- Samuel García (* 1991), spanischer Sprinter
- Samuel Ruiz García (1924–2011), mexikanischer Geistlicher und Friedensaktivist, Bischof von San Cristobal de las Casas
- Santiago García (Fechter) (1899–??), spanischer Fechter
- Santiago García (Fußballspieler, 1988) (* 1988), argentinischer Fußballspieler
- Santiago García (Fußballspieler, 1990) (1990–2021), uruguayischer Fußballspieler
- Santiago García Aracil (1940–2018), spanischer Priester, Erzbischof von Mérida-Badajoz
- Santiago García Barrero (* 1961), spanischer Fußballspieler
- Santiago García Blanco (* 1932), spanischer Fußballspieler
- Santiago García Botta (* 1992), argentinischer Rugby-Union-Spieler
- Santiago García Echevarría (* 1935), spanischer Manager und Wirtschaftswissenschaftler
- Santiago María García de la Rasilla (1936–2018), spanischer Ordensgeistlicher und Bischof
- Sara García Gross (* 1986), salvadorianische Frauenrechtsaktivistin
- Saturnino de la Fuente García (1909–2022), spanischer Supercentenarian
- Saúl García (Fußballspieler, 1986) (* 1986), mexikanischer Fußballspieler
- Saúl García (Fußballspieler, 1994) (* 1994), spanischer Fußballspieler
- Segundo García de la Sierra y Méndez (1908–1998), spanischer Erzbischof
- Sergio García (Fußballspieler) (* 1983), spanischer Fußballspieler
- Sergio García (Golfspieler) (* 1980), spanischer Golfspieler
- Sergio García (Schwimmer) (* 1989), spanischer Schwimmer
- Sergio García (Rennfahrer) (* 2003), spanischer Motorradrennfahrer
- Sharette Garcia (* 1969), belizische Sprinterin
- Shayan Garcia (* 1990), deutscher Webvideoproduzent
- Sheila García (* 1997), spanische Fußballspielerin
- Silvia Moreno-Garcia, mexikanisch-kanadische Schriftstellerin
- Sylvia Garcia (* 1950), US-amerikanische Politikerin

#### T
- Telmo García (1906–1972), spanischer Radrennfahrer
- Teófilo García (1919–2004), mexikanischer Fußballspieler
- Thali García (* 1990), mexikanische Schauspielerin
- Tino García († 2015), nicaraguanisch-puerto-ricanischer Schauspieler
- Tito García (1931–2003), spanischer Stierkämpfer und Schauspieler
- Tristan Garcia (* 1981), französischer Autor und Philosoph
- Txema García (* 1974), andorranischer Fußballspieler

#### U
- Ulisses Garcia (* 1996), Schweizer Fußballspieler
- Urbano García Alonso (* 1965), spanischer Journalist

#### V
- Ventura García Sancho Ibarrondo (1837–1914), spanischer Politiker
- Vicente García (Fußballspieler) (Chamaco) (1912–1980), mexikanischer Fußballspieler
- Vicente García (Radsportler) (* 1988), spanischer Radrennfahrer
- Vicente García Bernal (1929–2017), mexikanischer Geistlicher, Bischof von Ciudad Obregón
- Vicente García González (1833–1886), kubanischer Politiker und Unabhängigkeitskämpfer
- Víctor García (Leichtathlet) (* 1985), spanischer Hindernisläufer
- Victor Garcia (Musiker) (* 1983), US-amerikanischer Jazzmusiker
- Víctor García (Regisseur) (* 1974), spanischer Filmregisseur
- Víctor García (Rennfahrer) (* 1990), spanischer Rennfahrer
- Víctor García de la Concha (* 1934), spanischer Philologe
- Víctor Rafael García (* 1989), uruguayischer Fußballspieler

#### W
- Waldir García (José Waldir García Meléndez), salvadorianischer Fußballschiedsrichter
- Washington García Cal († 1972), uruguayischer Politiker
- Washington Luigi Garcia (* 1978), brasilianischer Fußballspieler
- Wilfredo García (Fotograf) (Wilfredo García Domenech; 1935–1988), dominikanischer Fotograf
- Wilfredo García (Ringer) (Wilfredo García Quintana; * 1977), kubanischer Ringer

#### X
- Xabier Gómez García (* 1970), spanischer Ordensgeistlicher, Bischof von Sant Feliu de Llobregat
- Xavier Garcia (* 1959), französischer Komponist und Keyboarder
- Xavier Cardelús García (* 1998), andorranischer Motorradrennfahrer

#### Y
- Yaiza Canzani Garcia (* 1987), spanische und uruguayische Mathematikerin
- Yanet García (* 1990), mexikanische Wettermoderatorin und Model
- Yarima García (* 2004), kubanische Leichtathletin
- Yoel García (* 1973), kubanischer Dreispringer
- Yoly Garcia (* 1978), venezolanische Fußballschiedsrichterassistentin
- Yunisleidy García (* 1999), kubanische Sprinterin